# Record of Lodoss War: Die Chroniken von Flaim
Die Chroniken von Flaim (jap. 英雄騎士伝, Eiyū Senshi-den) ist eine Manga-Serie von Autor Ryō Mizuno und Zeichner Masato Natsumoto, die zu dessen epischem Fantasy-Erzählzyklus Record of Lodoss War gehört. Die Handlung spielt eine Generation nach der von Record of Lodoss War: Die graue Hexe. Die Anime-Fernsehserie Record of Lodoss War: Chronicles of the Heroic Knight adaptiert in Teilen die Handlung dieses Mangas.

## Handlung
Der junge Knappe Spark wünscht sich nichts sehnlicher, als ein so großer Ritter zu werden wie sein Vorbild Parn. Er lebt beim Schloss König Kashews von Flaim, und als er eines Tages einen Angriff von Dunkelelfen miterlebt, die einen wertvollen Schatz rauben, scheint seine Stunde gekommen. Doch Spark versagt und der Schatz verschwindet. König Kashew jedoch erkennt Sparks Mut und Fähigkeiten und schickt ihn mit einer kleinen Truppe los, um den Schatz zu finden. Begleitet wird er vom Magier Aldo Noba, der Söldnerin und Halbelfe Leaf, dem Sölner Garak und dem Zwergenpriester Gribasu. Sie folgen den Dunkelelfen in die Wüste und treffen dort in einem Vorposten auf die Diebe Laina und Randy, die sich als Söldner ausgeben. Bei einem Angriff der Dunkelelfen wird Randy getötet und Laina schließt sich der Gruppe an.
Zu dieser Zeit zieht die Armee von Flaim in den Kampf gegen Marmo, das bereits das benachbarte Kanon besetzt hat und mit Alania verbündet ist. Marmos Herrscher Vagnard will die Kardis erwecken und sucht die dafür nötigen Artefakte zusammen. Darunter auch den Schatz aus Flaim, den er hat stehlen lassen. Für die Erweckung benötigt er auch Neese, Tochter des mächtigen Magiers Slain. Sie ist der Sparks Gruppe auf eigene Faust gefolgt und begibt sich so selbst in Gefahr. Auf dem Weg ins verbündete Valis schließlich entdeckt die Gruppe Neese und nimmt sie auf ihrer weiteren Reise mit.
Kaum sind Spark und seine Kameraden in Valis' Hauptstadt Loido angekommen, greift auch hier ein Dunkelelf an, um ein weiteres Artefakt zu stehlen. Nach langem Kampf nimmt er schließlich auch Neese mit sich. Spark beschließt, ihnen zur Insel Marmo zu folgen und Neese zu retten. Mit Lainas Hilfe bekommen die Freunde ein Schiff, um die Verfolgung aufzunehmen. Auf hoher See kommt es zum Kampf. Als Spark Neese erreicht, sagt diese, sie wolle selbst zu Aldo Noba, um ihn vom Guten zu überzeugen. Als Spark sie davon abbringen will, da es zu gefährlich ist, schwankt sie in ihrem Willen und Aldo Noba kann sie mit ihrer Magie direkt zu sich holen. Die Schlacht auf See wird verloren.
Spark und Leaf werden an den Strand geschwemmt und von Parn und dessen Freien Rittern gefunden. Beide schließen sich ihrem Kampf gegen Marmo an.

## Veröffentlichung
Der Manga erschien in Japan ab 1998 bei Kadokawa Shoten in insgesamt sechs Bänden. Auf Deutsch erschienen von 2000 bis 2001 alle Bände beim Carlsen Verlag. Madman Entertainment veröffentlichte die Serie in Australien und Neuseeland, Editions Ki-oon in Frankreich, Norma Editorial in Spanien und Planet Manga in Portugal.